# Ñu Guazú (Boquerón)
Comunidad Indígena Ñu Guazú (conocido simplemente como Ñu Guazú o Campo Grande) es una localidad paraguaya del Departamento de Boquerón, ubicada en el desvío del kilómetro 704 de la ruta PY09 "Transchaco", a unos 723 km de Asunción.
Administrativamente pertenece al distrito de Mariscal Estigarribia, que se encuentra a unos 198 km de distancia.

## Toponimia
Su nombre de Ñu Guazú viene del idioma guaraní y significa literalmente "Campo Grande", haciendo referencia a la gran extensión de campo y bosque que hay en la zona.

## Demografía
En la actualidad la localidad cuenta con unos 90 habitantes aproximadamente, siendo la mayoría de ellos indígenas de la etnia guaraní ñandeva.

## Economía
Sus habitantes se dedican principalmente a la ganadería y a la agricultura en menor medida, destacándose el cultivo de nopal, debido a las condiciones áridas del suelo chaqueño en esta zona.

## Turismo
El principal atractivo turístico de la localidad es la Reserva Natural Ñu Guazú, una reserva privada ubicada dentro de las tierras de la comunidad de unas 18.636 hectáreas, que similar al Parque Nacional Médanos del Chaco cuenta con un suelo semiárido y arenoso donde se forman dunas de arena y existe mucha vegetación y fauna salvaje típicas del Chaco Boreal.